# Ponthus de Lalaing
Ponthus de Lalaing (1508-1557), seigneur de Bugnicourt, d'Hesdin, de Villers et autres lieux, sénéchal d'Ostrevent, chevalier de la Toison d'or fut gouverneur de l'Artois sous Charles Quint. Il reprit Thérouanne aux Français en 1553.
Il meurt vers 1557-1558 et fut enterré au milieu du chœur de l'église de Villers-au-Tertre 

## Biographie
Ponthus de Lalaing était fils d'Arthus de Lalaing et de Jeanne de Habarcq, dame de Noyelles-Wyon. Il succéda à son père en tant que sénéchal de l'Ostrevent en 1521, reçut une compagnie de deux cents hommes à cheval de nouvelle ordonnance. En 1546, il reçut à Utrecht le collier de l'ordre de la Toison d'or, et à la mort d'Adrien de Croÿ en 1553 devant Thérouanne, fut nommé gouverneur et capitaine général de l'armée impériale ; il continua le siège de cette ville et s'en rendit maître le 20 juin. 
Avant de partir pour cette expédition, Lalaing avait dit à Charles-Quint : 
« Je vous promets dans quatre mois de vous livrer Thérouanne. Si je manque à ma parole, je consens qu'on me fasse tirer à quatre chevaux. »
Le 20 avril 1553, Charles-Quint donna l'ordre de raser jusqu'au sol la ville (qui comptait une grande cathédrale, deux églises paroissiales et plusieurs couvents et abbayes) et on le fit à un tel point que c'est à peine si les fouilles récentes sont arrivées à retrouver quelque chose ; sur ce qui restait on répandit du sel pour que jamais plus rien ne pût pousser. Seuls quelques vestiges ont subsisté parmi lesquels une partie de la célèbre façade de la cathédrale avec Le Grand Dieu de Thérouanne (milieu du XIIIe siècle) transféré vers la cathédrale voisine de Saint-Omer. Le diocèse de Thérouanne, qui était le plus riche et le plus étendu de toute l'Europe occidentale, fut ainsi supprimé.
Ponthus de Lalaing assista par la suite aux batailles de Saint-Quentin et de Gravelines. Les faits d'armes de Ponthus de Lalaing ont été commémorés dans ces vers : 
Ny la mort, ny le temps ne tremperont au Lèthe
De Ponthus de Lalaing, preux héros, fort athlète,
Le renom, qui reluit en l'ordre des colliers
De la riche Toison, et en mille lauriers
Acquis à Charles-Quint et à son fils unicque,
En Allemagne, en Franche et en la vaghe Affrique.
Mais la Belgique lui doibt surtout les honneurs.
En récompense de ses services, il fut nommé en 1557 gouverneur du comté d'Artois. Il épousa Éléonore de Montmorency, dont il n'eut cependant aucun enfant.